# Желюк, Филипп Алексеевич
Фили́пп Алексе́евич Желю́к (27 ноября [10 декабря] 1904 год — 22 февраля 1976) — председатель колхоза имени А. В. Суворова Тульчинского района Винницкой области Украинской ССР, дважды Герой Социалистического Труда (1958, 1974).

## Биография
Родился 27 ноября (10 декабря) 1904 года в селе Тимановка Подольской губернии (ныне Тульчинского района Винницкой области).
C 1929 по 1941 годы — председатель колхоза «Красный Октябрь» Тульчинского района Винницкой области.
С 1942 года — на фронтах Великой Отечественной войны.
С послевоенных лет — в 1946−1976 годах — бессменный председатель колхоза в селе Тимановка (сейчас — ордена Трудового Красного Знамени колхоз имени Ф. А. Желюка) Тульчинского района.
Член КПСС с 1926 года. Делегат XXII—XXV съездов Компартии Украины, член ЦК Компартии Украины с 1966 года.
Депутат Верховного Совета УССР 5-8-го созывов.
Умер в Киеве 22 ноября 1976 года.

## Награды
- дважды Герой Социалистического Труда:
  - 26.02.1958 — за особые заслуги в развитии сельского хозяйства, достижение высоких показателей по производству продуктов сельского хозяйства и внедрение в производство достижений науки и передового опыта
  - 29.11.1974 — в связи с 70- летием
- 3 ордена Ленина (в том числе 26.02.1958; 29.11.1974)
- орден Октябрьской Революции
- орден Трудового Красного Знамени
- другие ордена
- медали

## Память
- Именем Желюка Ф. А. названы улицы в городе Тульчин и селе Тимановке, а также колхоз в Тимановке.
- В Тимановке установлен бронзовый бюст Дважды Героя. В музее села и колхоза сохранена комната и личные вещи Филиппа Алексеевича.
- В Винницкой области учреждена литературная премия его имени.

О Филиппе Алексеевиче была издана книга:
- «Господар рідної землі» : До 100-річчя з дня народження двічі Героя Соціалістичної Праці Пилипа Олексійовича Желюка (1904—1976) : Уклад. Л. Романченко, Вступ. ст. М. Матієнко, Відп. за випуск В. Циганюк; Вінниця, 2004.[3]

Украинская поэтесса Наталья Кащук посвятила ему стихотворение:
- «Золоті жнива» — 1978.